# Frank Byrne
Frank Byrne (9 novembre 1848–16 février 1894) est un fondateur des Irish National Invincibles, la branche radicale de la Irish Republican Brotherhood. Il est impliqué, sinon en tant qu'organisateur, du moins en tant qu'esprit derrière les assassinats de Lord Frederick Cavendish et du sous-secrétaire Thomas Henry Burke dans les meurtres de Phoenix Park du 6 mai 1882. Il est l'un des deux seuls à avoir réussi à fuir l'Irlande pour échapper aux poursuites pour le crime. Son évasion a été à l'origine de nombreuses querelles juridiques en Irlande, en France et aux États-Unis.

## Famille et carrière
Byrne est né en Irlande le 9 novembre 1848. Il est marié à Mary Ann Monneypenny et a deux enfants. Sa femme est sympathique à ses idées et elle participe activement à ses activités.

## Patriote irlandais
Frank Byrne est un assistant de Charles Stewart Parnell et secrétaire de l'Irish Home Rule League et de l'Irish National Land League. Bien qu'il soit un ardent défenseur des objectifs de la domination irlandaise et de l'abolition du propriétaire foncier en Irlande, il devient bien plus révolutionnaire et s'oppose aux méthodes de négociation de Parnell. Après le Coercion Act de 1881, conçu pour réprimer les fermiers irlandais, a conduit à l'arrestation de Parnell, Byrne et d'un certain nombre de Land Leaguers aux vues similaires regroupés en tant qu'Irish National Invincibles qui croient en des idées violentes pour combattre les administrateurs britanniques.

## Meurtres de Phoenix Park
Le 6 mai 1882, deux membres du gouvernement britannique en Irlande, le secrétaire en chef de l'Irlande, Lord Frederick Cavendish, et le sous-secrétaire pour l'Irlande, TH Burke, sont poignardés à mort à Phoenix Park à Dublin, par des membres des Invincibles. Bien que 21 conspirateurs soient arrêtés et jugés, les chefs des Invincibles - dont Frank Byrne - ne sont ni retrouvés ni détenus. Madame Byrne serait la femme qui a apporté à Dublin les couteaux chirurgicaux avec lesquels les meurtres de Phoenix Park ont été commis. Elle est arrêtée mais relâchée car elle n'a pu être identifiée par l'informateur James Carey. Ces couteaux, disait-on, reposaient depuis quelque temps dans les bureaux de Londres de la Ligue nationale irlandaise de Grande-Bretagne.

## Fuite
Après les meurtres, Byrne s'enfuit à Paris. Parnell aurait donné à Byrne 100 £ pour financer l'évasion mais Parnell a nié son implication dans les Invincibles et dans leurs activités. Byrne est arrêté à Paris, mais bientôt libéré. Il avait servi dans une compagnie irlandaise attachée à l'un des régiments français de l'armée sous Bourbaki pendant la guerre franco-prussienne et avait reçu plusieurs médailles pour conduite méritoire. Il a affirmé que c'était la raison de sa libération.

## Vie en Amérique
Une fois libéré, il immigre à New York, arrivant le 28 mars 1883. À New York, Byrne prend part activement à la propagande du fénianisme. Lors d'une réunion à New York le 2 juillet 1883, il justifia ainsi les meurtres de Phoenix Park : 
 Je ne suis pas exigeant quant aux méthodes par lesquelles la cause de la liberté peut être avancée. Je ne dis pas que vous devriez utiliser seul de la dynamite, ou le couteau, ou le fusil, ou l'agitation parlementaire, mais je ne tiens pour fidèle aucun Irlandais qui n'utilisera pas toutes ces méthodes chaque fois que l'occasion se présentera. 
 Il meurt à Providence, Rhode Island, le 16 février 1894. Sa femme lui a survécu quelques mois.